# Soteska pri Moravčah
Soteska pri Moravčah este o localitate din comuna Moravče, Slovenia, cu o populație de 90 de locuitori.